# Istedgade

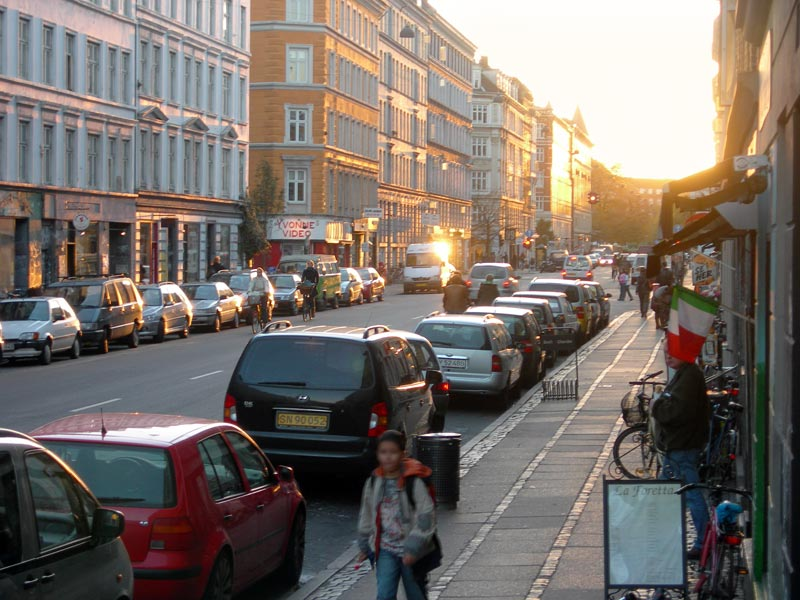
Immagine della strada fotografata verso ovest

Istedgade (nota anche come Strassen) è una strada nel quartiere Vesterbro nella città di Copenaghen, lunga più di un chilometro ed è tra le strade più famose della Danimarca.
L'arteria inizia vicino alla Stazione centrale nell'ex quartiere a luci rosse, divenendo il luogo più celebre della città negli anni seguenti alla liberalizzazione della pornografia per la presenza di sexy shop, prostituzione diffusa e alberghi popolari. Oggi a seguito del profondo rinnovamento del quartiere Vesterbro ciò che rimane è solo una reminiscenza del passato. Allontanandosi dalla stazione centrale la via cambia fisionomia e muovendosi verso sud ci sono locali alla moda e botteghe etniche asiatiche e mediorientali. La via termina in Enghave Plads e Enghaveparken.

## Storia
Gli abitanti della strada, principalmente appartenenti alla classe operaia, parteciparono attivamente alla resistenza contro l'occupazione tedesca durante la seconda guerra mondiale e un negozio di radio, al numero 31 della strada, divenne una base del gruppo di resistenza danese "Holger Danske", una volta scoperto venne distrutto dei tedeschi.

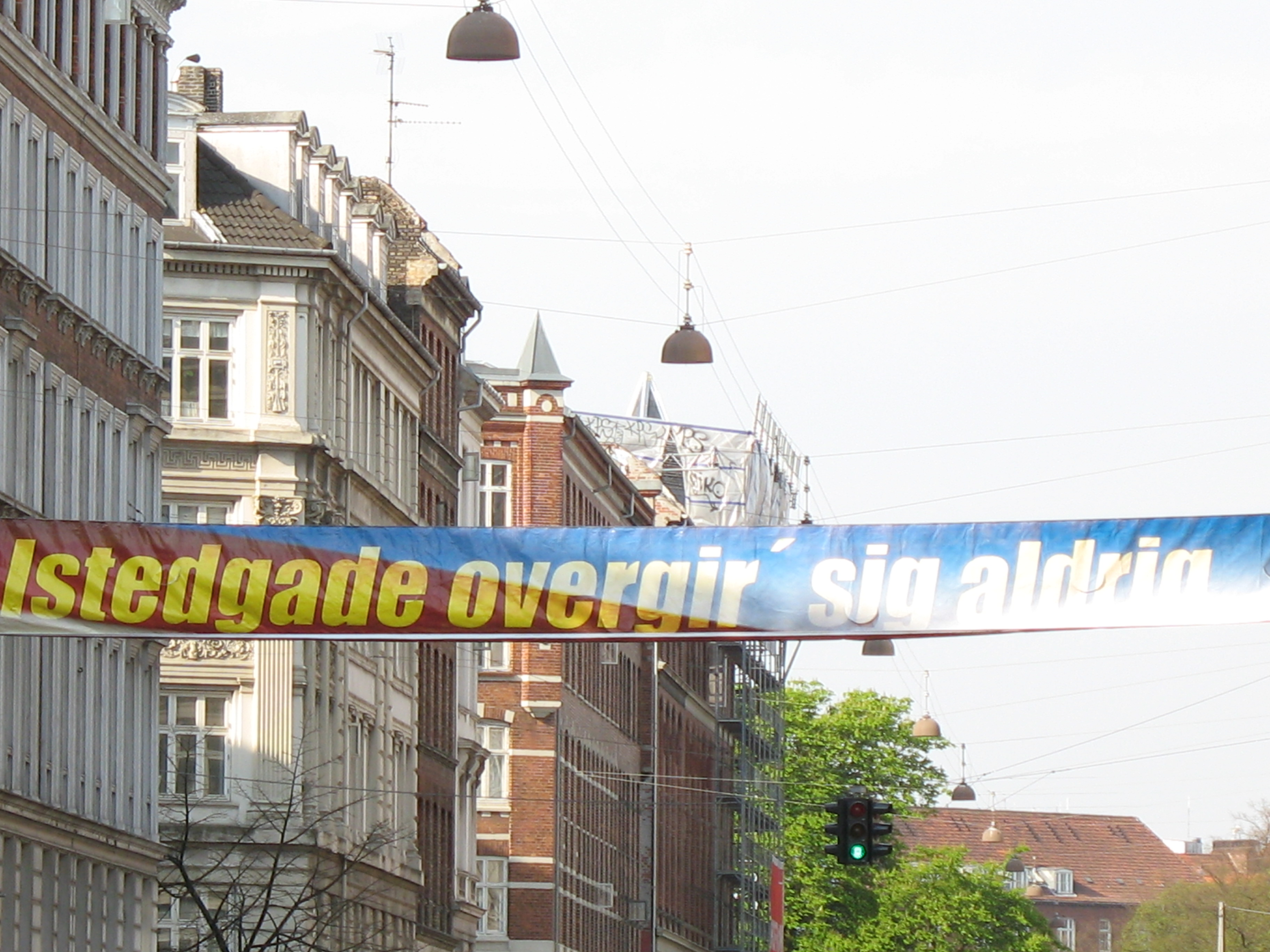
Striscione a ricordo della rivolta del 1944

Nel giugno del 1944 gli abitanti della strada, si ribellarono, con uno sciopero alle truppe naziste occupanti il paese erigendo barricate nella strada e bersagliando i tedeschi dalle finestre delle case con lo slogan "Istedgade overgiver sig aldrig!" ("Istedgard non si arrenderà mai!"), la rivolta fu repressa con morti, ma lo slogan rimase nell'animo degli abitanti e tutti gli anni il 5 maggio, considerato l'anniversario della Liberazione in Danimarca, uno striscione con questo motto viene steso attraverso la via percorsa da un corteo celebrativo. Terminata la guerra, re Cristiano X, per onorare l'evento sfilò per la via in sella sul suo cavallo bianco.